# لبنان في الألعاب الآسيوية 1982
لبنان شارك في دورة الألعاب الآسيوية 1982 في دلهي، الهند في الفترة من 19 نوفمبر إلى 4 ديسمبر 1982. أنهى لبنان الألعاب بفضية واحدة فقط.